# Barguna Sadar
Barguna Sadar es un subdistrito (upazila) del distrito (zila) de Barguna, de la región de Barisal, en Bangladés, con una población estimada en marzo de 2016 de 261 343 habitantes.
Se encuentra ubicado en el centro-sur del país, junto a la costa del golfo de Bengala.